# Döbritz
Döbritz település Németországban, azon belül Türingiában. Lakosainak száma 171 fő (2023. december 31.). Döbritz Pößneck és Oppurg községekkel határos.

## Népesség
A település népességének változása:
| Lakosok száma | 187  | 181  | 183  | 169  | 169  | 171  |
|               | 2014 | 2017 | 2019 | 2021 | 2022 | 2023 |